# Hébé Lorenzo
Hébé Lorenzo est une actrice française, née le 19 février 1947 à Buenos Aires, en Argentine.

## Biographie
Hébé Lorenzo a été formée au conservatoire d'art dramatique d'Argentine. Débute alors une carrière théâtrale argentine et au Pérou. En 1971, on peut la voir dans le film de René Mugica Bajo el signo de la patria. Elle arrive à Paris au début des années 1980 et intègre la troupe du Théâtre du Fil de 1982 à 1990. C'est ici qu'elle sera d'ailleurs repérée par Yannick Bellon qui l'engage pour jouer aux côtés d'Emmanuelle Béart et de Robert Hossein dans le film Les Enfants du désordre en 1989. En 1990, elle fonde le Petit-Chêne théâtre à Cluny. Elle y signe de nombreuses mises en scène dont Le Bal des voleurs de Jean Anouilh ou La Cité sans sommeil de Jean Tardieu.
Depuis 1991, Hébé Lorenzo a également créé plusieurs spectacles pour enfants.

## Théâtre
- Le massacre de Trelew d'Alberto Wainer (Argentine)
- Délire à deux d'Eugène Ionesco (Argentine)
- Rosa, Rosita, Rosalinda de Heddy Crilla (Argentine)
- Le songe d'une nuit d'été de William Shakespeare, Théâtre du Fil, Festival d'Avignon, 1982 - 1983
- La Cruche cassée d'Heinrich von Kleist, Théâtre du Fil, 1984
- Femmes-Fleury d'Emmanuel Lenne, Théâtre du Fil, 1984
- Un monde fou, fou, fou d'Hébé Lorenzo, Théâtre du Fil, 1985
- Les oiseaux d'Aristophane, Théâtre du Fil, 1985 - 1987
- Albertine Sarrazin d'Emmanuel Lenne, Théâtre du Fil, Palais des Glaces, 1986 - 1987
- La semaine de la comète d'Hervé Colin, Théâtre du Fil, Théâtre du Soleil, Festival d'Avignon, 1987 - 1990
- Cocktail-Cocteau de Jean Cocteau, Petit-Chêne théâtre, Argentine, 1994 - 1997
- Tango déchiré de Jorge Palant, Petit-Chêne théâtre, Festival d'Avignon, 1998 - 1999
- Christiane de Goethe de Christine Bruckner, Petit-Chêne théâtre, Festival d'Avignon, 2002 - 2003
- De mère en fille d'Hébé Lorenzo, Petit-Chêne théâtre, Festival d'Avignon, 2006 - 2012
- Dialogue d'un chien avec son maître, de Jean-Marie Piemme, Petit-Chêne théâtre, 2012
- Sarah de John Murrell, adaptation Éric-Emmanuel Schmitt, Petit-Chêne théâtre, 2024

## Filmographie
- 1989 : Les Enfants du désordre de Yannick Bellon